# Les Agnettes (stanice metra v Paříži)

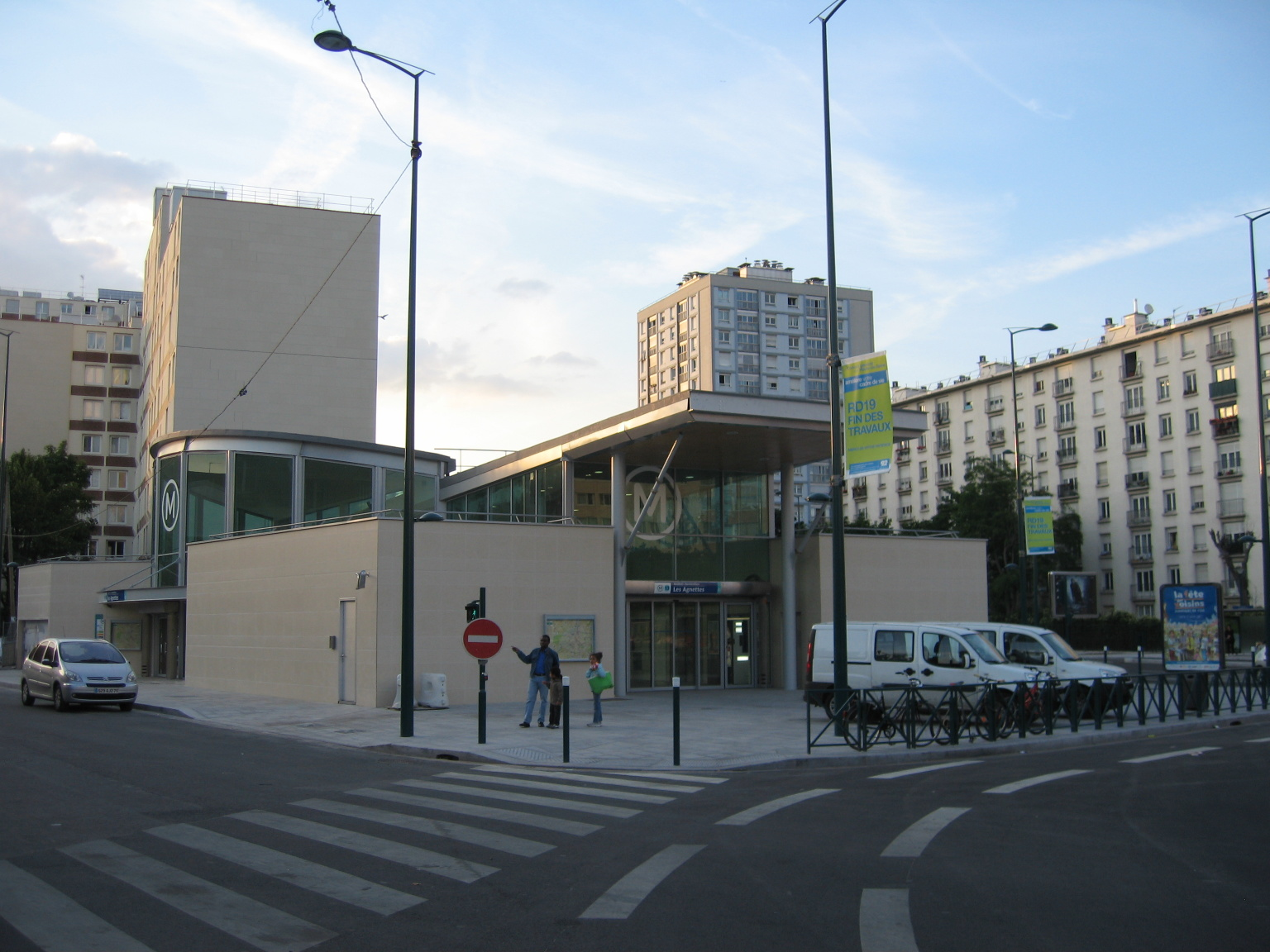
Vstup do stanice

Les Agnettes je nepřestupní stanice pařížského metra na severozápadní větvi linky 13. Nachází se mimo území Paříže na hranicích měst Asnières-sur-Seine a Gennevilliers na rozsáhlé křižovatce ulic Boulevard Pierre de Coubertin, Rue Louis Calmel, Rue des Bas a Rue Émile Zola.

## Historie
Stanice byla otevřena 14. června 2008 při prodloužení větve ze stanice Gabriel Péri do Asnières – Gennevilliers – Les Courtilles.

## Název
Původní název stanice zněl Asnières — Gennevilliers — Les Agnettes podle měst, na jejichž hranicích se stanice nachází. Les Agnettes je jméno čtvrti, kde stanice leží.

## Vstupy
Stanice má pouze jeden centrální vchod mezi ulicemi Boulevard Pierre de Coubertin a Rue Émile Zola.